# Norbert Schultze
Norbert Schultze (Brunsvic, Baixa Saxònia, 1911 - Bad Tölz, 2002) fou un compositor alemany. És sobretot conegut per la composició de la música de la cançó Lili Marleen.
Estudià direcció d'orquestra, composició i piano a l'Escola Superior de Música de Colònia, i teatre a Colònia i a Múnic. Entre 1931 i 1934 treballà primer com a actor i compositor en un cabaret muniquès, fou director d'orquestra a Heidelberg i a Darmstadt.
A partir de 1936, es dedicà de ple a la composició. El 1938 posà música a Lili Marleen, un poema melancòlic que el soldat Hans Leip havia escrit en plena Primera Guerra Mundial, abans de marxar destinat a Rússia. Enregistrada originalment per Lale Andersen, la cançó es feu mundialment famosa en les versions de Marlene Dietrich o Vera Lynn.
Durant la Segona Guerra Mundial, compongué la música de diversos llargmetratges de propaganda nazi. Posteriorment la seva producció es diversificà: l'òpera Schwarzer Peter (1936), el ballet Struwwelpeter (1937), el musical Käpt'n Bay-Bay (1950), l'opereta Regen in Paris i la banda sonora d'una cinquantena de pel·lícules, entre les quals Symphonie eines Lebens (1943), a més d'una llarga relació de peces populars que sovint signava amb diversos pseudònims com Frank Norbert, Peter Kornfeld o Henri Iversen.

## Filmografia
- 1939: Renate im Quartett
- 1939: Romancero marroquí
- 1939: Gold in New Frisco
- 1940: Bismarck
- 1940: Aus erster Ehe
- 1940: Frau nach Maß
- 1940: Das Neue Asien
- 1941: Kampfgeschwader Lützow
- 1941: Ich klage an
- 1942: Symphonie eines Lebens
- 1942: Der Fall Rainer
- 1942: G.P.U.
- 1943: The True Story of Lilli Marlene
- 1944: Eine Kleine Sommermelodie
- 1944: Die Affäre Rödern
- 1945: Das Leben geht weiter
- 1945: Kolberg
- 1949: Die Nacht der Zwölf
- 1950: Es kommt ein Tag
- 1952: Zwerg Nase
- 1952: Der Tag vor der Hochzeit
- 1953: Geliebtes Leben
- 1953: Käpt'n Bay-Bay
- 1953: Das war unser Rommel
- 1953: Das Tanzende Herz
- 1954: Zehn kleine Negerlein
- 1954: Unternehmen Edelweiß
- 1954: Rittmeister Wronski
- 1954: Oberarzt Dr. Solm
- 1954: Ein Leben für Do
- 1954: König Drosselbart
- 1954: Der Froschkönig
- 1955: Die Mädels vom Immenhof
- 1955: Der Fröhliche Wanderer
- 1955: Roman einer Siebzehnjährigen
- 1956: Max und Moritz
- 1956: Was die Schwalbe sang
- 1956: Air Power (sèrie TV)
- 1957: Die Freundin meines Mannes
- 1957: Jede Nacht in einem anderen Bett
- 1957: Aufruhr im Schlaraffenland
- 1958: U47 - Kapitänleutnant Prien
- 1958: Es war die erste Liebe
- 1958: Das Mädchen Rosemarie
- 1958: Ist Mama nicht fabelhaft?
- 1959: Liebe, Luft und lauter Lügen
- 1960: Der Gauner und der liebe Gott
- 1960: Soldatensender Calais
- 1960: Stefanie in Rio
- 1963: Moral 63
- 1967: Till, der Junge von nebenan (sèrie TV)
- 1976: Rosemaries Tochter
- 1993: Teufel am Hintern geküßt, Den